# Tryptyk z Moulins
Tryptyk z Moulins (fr. Triptyque de la Vierge Glorieuse) – tryptyk autorstwa anonimowego francuskiego artysty przypisywany Mistrzowi z Moulins. Dzieło ukazuje Marię w Glorii w  centrum a na skrzydłach postacie księżnej Anny i księcia de Bourbon.

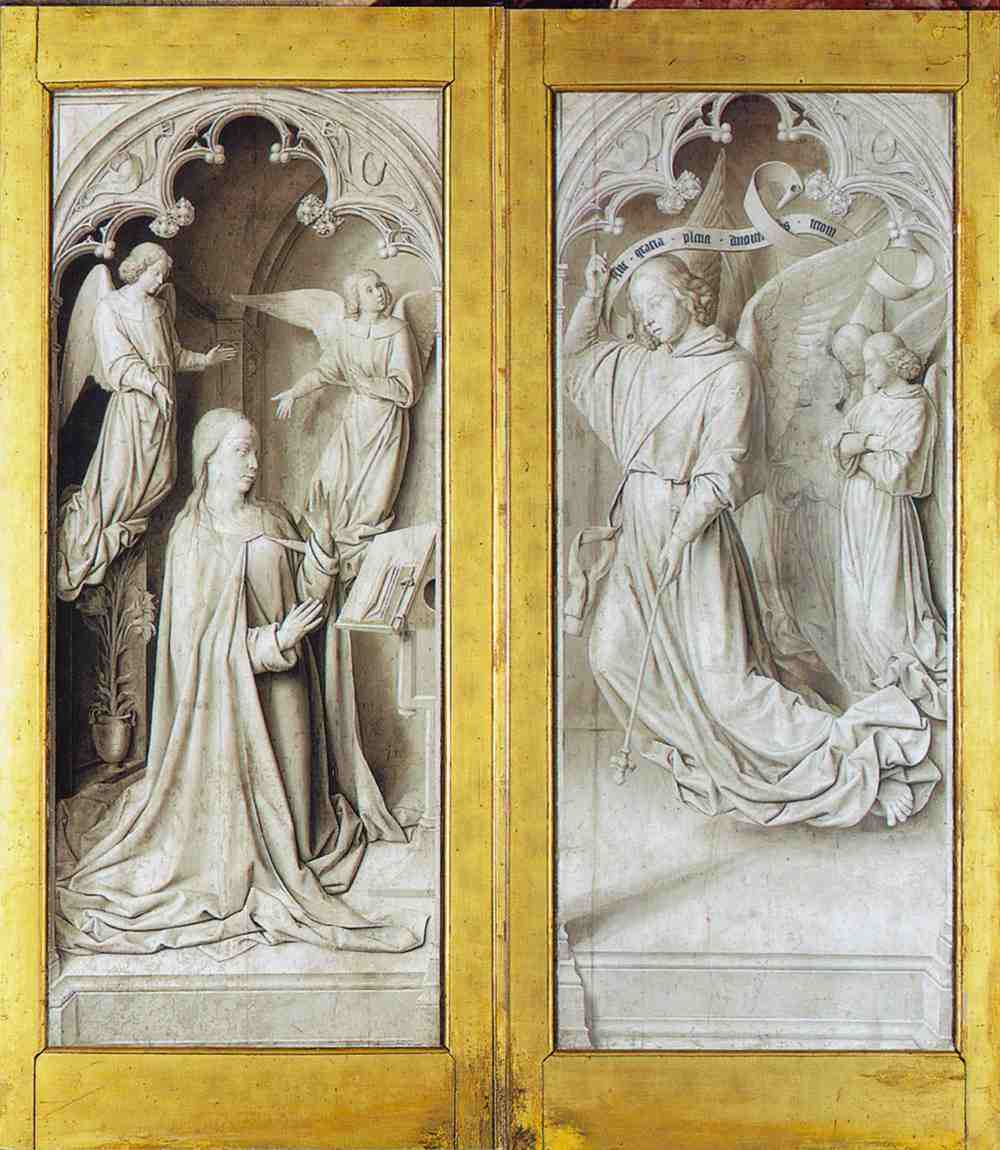
Rewers tryptyku

Mistrz z Moulins około roku 1483 wstąpił w służbę dworu Bourbonów. Już w pierwszych latach pobytu na dworze wykonał  Portret kardynała de Bourbona. Przebywał na dworze Karola VIII (1493), gdzie poznał dzieła Jeana Fouqueta oraz we Flandrii, gdzie zapoznał się ze sztuką malarzy brugijskich zwłaszcza van der Goesa pod wpływem którego powstało kilka kolejnych jego dzieł.

## Opis tryptyku
W 1498 roku Mistrz z Moulins otrzymał zlecenie na wykonanie tryptyku do katedry w Moulins. W środkowym panelu ukazał Madonnę trzymającą na kolanach Dzieciątko. Część ta nawiązuje bezpośrednio do Madonny z Melun Fouqueta (rysunek nagiego Dzieciątka).
 Maria ubrana jest w zieloną suknię i czerwony płaszcz a u jej stóp znajduje się sierp księżyca. Nad głową dwaj aniołowie w białych szatach trzymają koronę. Niewątpliwie wzorowani są na wizerunkach aniołów z kaplicy Jacques'a Coeur w Bourges. U dołu dwaj kolejni aniołowie odziani w żółte i zielone szaty prezentują wstęgę z łacińskim napisem z Objawienia św. Jana. Aniołowie zgromadzeni wokół postaci koncentrują się na postaci Dzieciątka; kierunek ich spojrzeń i gesty rąk biegną ku jego twarzy. Wokół postaci artysta umieścił barwny świetlisty krąg nadający wrażenie trójwymiarowości. Barwy kręgów: aksamitna zgaszona zieleń, jasny ton złotawo-żółty, ciemny miedziany oranż, szarawy róż z kroplą fioletu, zielonkawy błękit i jasny lazur występują również na szatach aniołów. 
 Kompozycja sceny jest idealnie symetryczna. Malując postać Madonny, Mistrz z Moulins zastosował włoską formułę piramidalną; podstawę trójkąta tworzą szerokie fałdy płaszcza a wierzchołkiem jest delikatna twarz Madonny. Aniołowie zgromadzeni wokół postaci koncentrują się na postaci Dzieciątka; kierunek ich spojrzeń i gesty rąk biegną ku jego twarzy.
Na lewym skrzydle tryptyku ukazany został klęczący mecenas sztuki Pierre Burbon odziany w czerwony płaszcz ze śnieżno białą podbitką. Na szyi ma równie biały gronostajowy kołnierz. Na głowie ma koronę wysadzaną klejnotami. Nad nim stoi św. Piotr, który wskazuje na mecenasa polecając go Dzieciątku. Apostoł na głowie ma tiarę, koronę przyszłych biskupów rzymskich, a w ręku trzyma klucze do królestwa niebieskiego. Na brokatowym płaszczu, na haftowanej wstędze bordiury wśród postaci aniołów znajduje się słowo Espérance, będące dewizą rodu donatora.
Prawe skrzydło zajmuje żona donatora, Anna. Na sobie ma długi czerwony płaszcza zapinany na wysokości piersi. Na głowie, na czepcu wyszywanym perłami, nosi koronę wysadzaną klejnotami. Anna jako córka panującego króla i żona księcia miał prawo do noszenia korony. Za nią klęczy jej córka Zuzanna, bardzo podobna do matki zarówno w stroju jak i w wyrazie twarzy. Sposób namalowania tkaniny zdradza wpływy flamandzkie na artystę.